# Barnsbury
Barnsbury är en ort i Storbritannien.   Den ligger i grevskapet Greater London och riksdelen England, i den södra delen av landet, i huvudstaden London. Barnsbury ligger 32 meter över havet och antalet invånare är 10 000.
Terrängen runt Barnsbury är platt. Runt Barnsbury är det mycket tätbefolkat, med 6 959 invånare per kvadratkilometer. Närmaste större samhälle är City of London, 3,5 km sydost om Barnsbury. Runt Barnsbury är det i huvudsak tätbebyggt.